# Carapicuíba
 (septembre 2024).
Si vous disposez d'ouvrages ou d'articles de référence ou si vous connaissez des sites web de qualité traitant du thème abordé ici, merci de compléter l'article en donnant les références utiles à sa vérifiabilité et en les liant à la section « Notes et références ».
Carapicuíba est une ville brésilienne de l'État de São Paulo. Sa population était estimée à 403183 habitants en 2020. La municipalité s'étend sur 35 km2. Elle fait partie de la région métropolitaine de São Paulo.

## Histoire
Fondé par le Père José de Anchieta vers 1580, Carapicuíba était l'un des douze villages jésuites créés dans le but de catéchiser les habitants originaires de la région de São Paulo.
La ville a reçu le Estrada de Ferro Sorocabana en 1875 et a joué un rôle important dans l'approvisionnement en viande de la capitale São Paulo. La gare Général Miguel Costa, qui existe aujourd'hui sur le site, servait à décharger le bétail destiné à l'abattoir.

## Démographie
| Évolution de la population (municipalité) | Évolution de la population (municipalité) | Évolution de la population (municipalité) | Évolution de la population (municipalité) |
| Année                                     | Population                                |                                           | %±                                        |
| ----------------------------------------- | ----------------------------------------- | ----------------------------------------- | ----------------------------------------- |
| 1970                                      | 54 873                                    |                                           | —                                         |
| 1980                                      | 185 822                                   |                                           | 238,6%                                    |
| 1991                                      | 283 661                                   |                                           | 52,7%                                     |
| 2000                                      | 344 596                                   |                                           | 21,5%                                     |
| 2010                                      | 369 584                                   |                                           | 7,3%                                      |
| 2022                                      | 386 984                                   |                                           | 4,7%                                      |
| ,                                         |                                           |                                           |                                           |